# Sabin Ivan
Sabin Ivan (n. 19 ianuarie 1926, Turnu Severin – d. 6 mai 2012, Constanța) a fost un medic român, senator în legislaturile 1990-1992 și 1992-1996 ales în județul Constanța pe listele partidului PNL.
Sabin Ivan a fost deținut politic între anii 1949 - 1956.
A fost membru al Comisiei Senatoriale de cercetare a evenimentelor din decembrie 1989, dar și-a dat demisia din această comisie. A fost de asemeni membru în Comisia parlamentară de anchetă a evenimentelor din 13-15 iunie 1990 și în comisiile parlamentare pentru Politică Externă, Cercetare a Abuzurilor și Sănătate. Este autorul mai multor cărți, atît din domeniul medical cît și memorialistică ca fost deținut politic și ca parlamentar. Din 1996 s-a retras din politică.

## Cărți publicate
- Presopunctura (4 ediții)
- Terapii naturale de vacanță; Să ne tratăm fără medicamente (2 ediții)
- Natura, un medic pentru toți
- Anchetat, anchetator; Pe urmele adevărului (2 ediții)
- Radiografii parlamentare. De vorbă cu Alexandru Bârlădeanu.